# Прусські литовці

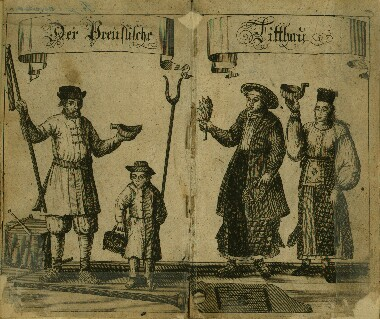
Прусські литовці (1744)

Прусські литовці (лит. Lietuvininkai, нім. Kleinlitauener) — особлива група литовців, що до 1945 року населяла північ і схід Східної Пруссії — Малу Литву (нині східна частина Калінінградській області Росії і частина Клайпедського повіту Литви).
Через посилену германізацію, асиміляцію після об'єднання Німеччини в 1871 році, зменшення литовської освіти і переселення малолитовців в німецькомовні міста Східної Пруссії, наприкінці XIX і початку XX століття, кількість малолитовців швидкими темпами скорочувалася. Німецький перепис 1890 року показав 121 тисяч прусських литовців.

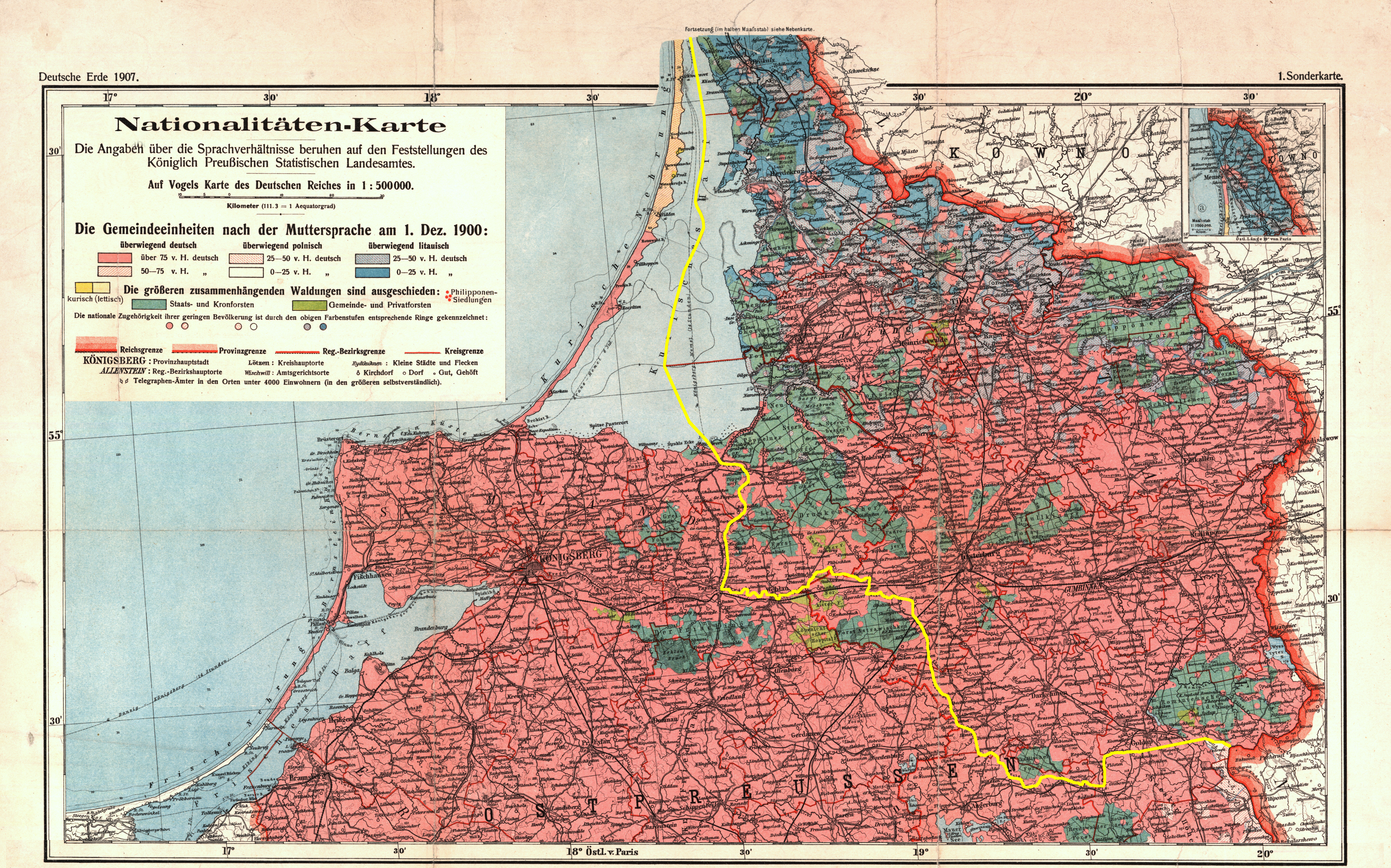
Етнічна мапа Малої Литви станом на 1907 рік. Литовці позначені синім

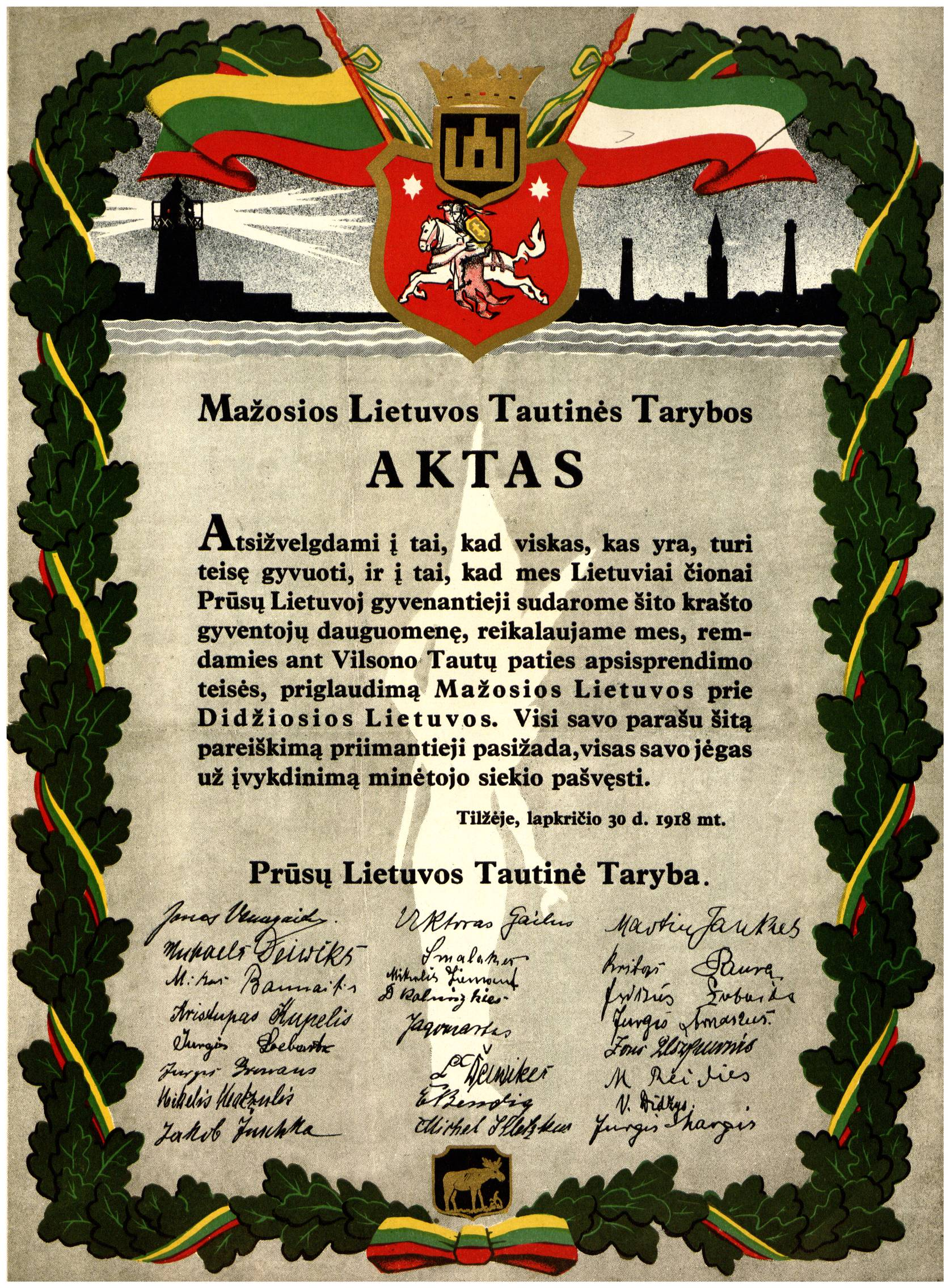
Тільзітський акт 1918 р. Ліворуч — литовський прапор, праворуч — прапор прусських литовців

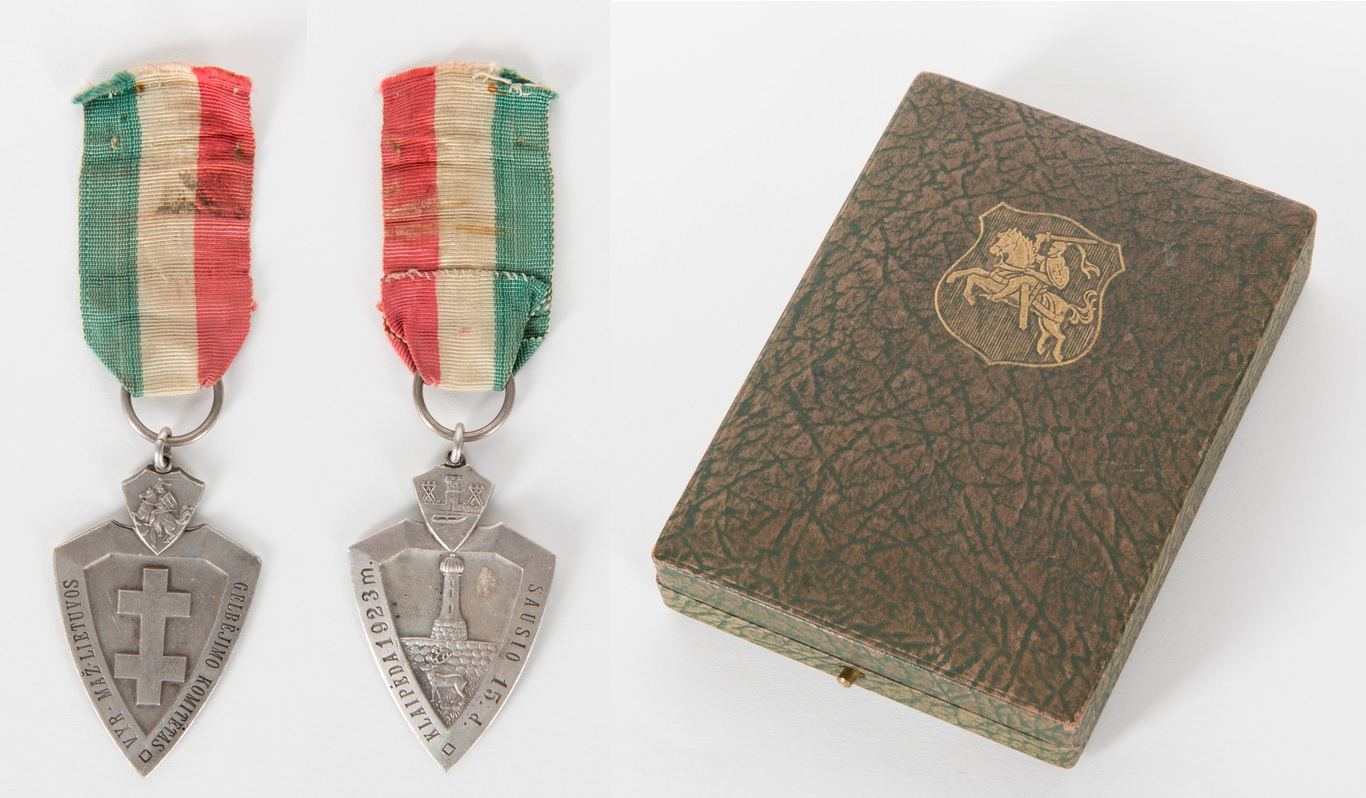
Медаль учаснику Клайпедського повстання 1923 р. (стрічка відображує кольори прапору пруських литовців)

На відміну від більшості інших литовців, в основному католиків, прусські литовці з XVI століття були в основному лютеранами. На початку XX століття частина малолитовців протиставляли себе іншим литовцям (литовці Великої Литви), яких вони називали жемайтами. Використовували для литовської мови іншу орфографію і готичний шрифт.
У 1918 р. більшість пруських литовців підтримала Тільзітський акт про возз'єднання Мемельського краю з Литвою, а 1923 р. відбулося Клайпедське повстання, за наслідками якого Мемельський край був включений до Литви. У 1939 р. Мемельський край під тиском нацистів був повернений до Східної Прусії.
У 1945 році разом з рештою населення Східної Пруссії насильно депортовані в радянську зону окупації Німеччини, де асимілювалися з німцями, частина населяє колишній Клайпедський край Литви. Більшість пам'яток пруських литовців (церкви і т. ін.) знищена у роки радянської влади. Меморіальна дошка прусько-литовському письменникові Відунасу у Калінінграді була знищена 2022 р. у відповідь на санкції ЄС проти російської агресії.
Прусським литовцем є Клаус Воверайт, правлячий бургомістр Берліна з 2001 року до 2014 року.